# ルキソリチニブ
ルキソリチニブ（Ruxolitinib）、開発コード：INC424またはINCB18424）は血液増殖性疾患である骨髄線維症の治療薬であり、日本では2014年7月4日に承認された。また「真性多血症」の治療薬として2015年9月に承認された。商品名ジャカビ、ノバルティス製造販売。そのほか、海外では悪性リンパ腫、膵癌、乾癬、円形脱毛症の臨床試験が実施されている。
国際共同第III相臨床試験（COMFORT-I および COMFORT-II）によって、脾腫の縮小、消耗性の臨床症状の改善および全生存期間の延長が確認された。

## 作用機序
ルキソリチニブはヤヌスキナーゼ阻害剤であり、JAK1およびJAK2サブタイプに選択的に作用し、骨髄線維症に関する異常なJAKシグナルを阻害する。JAK1およびJAK2はSTATとサイトカイン受容体との結合を仲介し、血球系細胞の増殖にかかわる遺伝子を発現させる。

## 効能・効果
- 骨髄線維症
- 真性多血症
- 造血幹細胞移植後の移植片対宿主病

## 副作用
重大な副作用として添付文書に記載されているものは、
- 骨髄抑制（血小板減少症（40.9%）、貧血（37.5%）、好中球減少症（4.3%））、感染症（帯状疱疹（2.6%）、尿路感染（1.9%）、結核（0.2%）など）（10.4%）、出血（脳出血などの頭蓋内出血（0.2%）、胃腸出血（0.8%）、処置後出血（0.2%）、鼻出血（1.7%）、血尿（0.6%）など）、
- 進行性多巣性白質脳症（頻度不明）、間質性肺疾患（頻度不明）、肝機能障害（AST（GOT）（3.2%）、ALT（GPT）（4.1%）の上昇など）、心不全（0.6%）

である。
- 免疫に関する副作用は帯状疱疹（1.9%）ならびに日和見感染症（頻度不明）[14]
- 代謝に関する副作用は体重増加（7.1%）
- 臨床検査値に関する副作用はALT異常（25.2%）、AST異常（17.4%）およびコレステロール増加（頻度不明）

## 承認取得状況
2011年11月、米国のFDAが承認（原発性骨髄線維症、真性多血症に続発した骨髄線維症、および本態性血小板血症に続発した骨髄線維症を含む、中間リスクまたは高リスクの骨髄線維症）。
2012年4月、EUのEMAが承認（原発性骨髄線維症（慢性突発性骨髄線維症）、真性多血症後の骨髄線維症、または本態性血小板血症後の骨髄線維症の成人患者における脾腫または諸症状の治療薬）。
2014年7月、日本の厚生労働省が承認（骨髄線維症）。
2015年9月、日本で承認（真性多血症（既存治療が効果不十分または不適当な場合に限る））。